# Porter Kilbert
Porter Kilbert (Baton Rouge, 10 juni 1921 – Chicago, 23 oktober 1960) was een Amerikaanse jazz- en r&b-saxofonist.

## Biografie
Porter Kilbert begon zijn carrière als swingmuzikant, toen hij van 1943 tot 1945 lid was van de bigband van Benny Carter. In 1946 speelde hij met Roy Eldridge en vanaf herfst 1946 in Red Saunders Combo, die een verbintenis had in de New Yorkse jazzclub Kelly's Stables. In december 1946 nam hij deel aan opnamen van Coleman Hawkins, Hank Jones, Fats Navarro, J.J. Johnson en Max Roach met Bean and the Boys. Met Saunders keerde hij terug naar Chicago en speelde vanaf mei 1947 in zijn bigband bij Club DeLisa. Kilbert was tot januari 1952 lead altsaxofonist van Saunders en droeg bij aan zijn opnamen. Daarnaast nam hij in december 1947 op als het Porter Kilmer Orchestra als begeleidingsband van Clarence Samuels voor Aristocrat Records.
In het begin van de jaren 1950 werd Kilbert altsaxofonist in de Horace Henderson-band, die in 1954 een verbintenis had in de Trianon Ballroom. Van de optredens zijn radio-opnamen gemaakt. Toen zijn altsaxofoonstijl, beïnvloed door Johnny Hodges, steeds minder populair werd in het r&b-circuit, schakelde Kilbert over op tenorsax. In november 1954 nam hij deel aan opnamen van het Dave Shipp Quintet voor Vee-Jay Records, waaronder ook pianist Andrew Hill. In 1955 verving hij Wallace Burton in het Duke Groner Quintet, dat speelde in de Roberts Show Club. Van 1955 tot 1957 verscheen hij met Tom Archia in de C&C Lounge in Battles of the Saxes. In 1956 kreeg Kilbert een beroerte, die zijn carrière onderbrak. In zijn enige sessie onder zijn eigen naam voor Ping Records, waarin hij opnieuw altsaxofoon speelde, werkten ook Hobart Dotson, Eddie Calhoun en Vernel Fournier mee. In 1958 leidde hij de huisband bij de Roberts Show Club, waar hij in juli 1958 opnieuw optrad met Red Saunders.
Kilbert had weinig verplichtingen in 1959. Hij werkte in New York aan studio-opnamen van Sunnyland Slim en Roosevelt Sykes voor het Bea & Baby-label. In de zomer van 1960 ging hij op tournee door Europa met de Quincy Jones Big Band, waarmee hij voor zijn dood (Q Live in Paris) zijn laatste opnamen maakte. Kort na zijn terugkeer in de Verenigde Staten kreeg Kilbert opnieuw een beroerte en overleed in oktober 1960 in Chicago. Kilbert werkte in zijn carrière van 1943 tot 1960 in 65 opnamesessies, naast de bovengenoemde ook met Savannah Churchill, Duke Ellington, Illinois Jacquet, Carmen McRae en de Memphis Seven rond Jump Jackson en Truck Parham. Hij is componist van het nummer Riffin the Jive.

## Overlijden
Porter Kilbert overleed in oktober 1960 op 39-jarige leeftijd.
- Bibliothèque nationale de France: cb139567325 (data)
- International Standard Name Identifier: 0000 0000 0307 8082
- Library of Congress Control Number: no2001060792
- MusicBrainz: 6f9e440f-e43b-4dcf-a93c-6c24a1cbf5f7
- SNAC: w67v18wz
- Virtual International Authority File: 24793555
- WorldCat: E39PBJmphhvF7HJ394gDcFy8G3